# Abergavenny
Abergavenny (in gallese Y Fenni), che significa foce del fiume Gavenny, è una città di mercato nella contea di Monmouthshire in Galles, Regno Unito.
Si trova a 24 km ad ovest di Monmouth fra le strade A40 e A465, a 10 km dal confine fra Inghilterra e Galles. Situata alla confluenza fra i fiumi Gavennye e Usk, è quasi circondata da due colline – Blorenge (559 m) e Sugar Loaf (596 m) – e cinque collinette più basse: Ysgyryd Fawr, Ysgyryd Fach (Skirrid Fach), Deri, Rholben e Mynydd Llanwenarth, note localmente come "Llanwenarth Breast". La città è situata a sud delle Black Mountains.
Una targa posta nel municipio dà ad Abergavenny il titolo di "Porta di ingresso al Galles". Già città medievale cinta da mura, essa fu un castrum romano, Gobannium. Sono visibili le rovine di un castello medievale in pietra, costruito subito dopo l'invasione normanna del Galles.

## Cultura

### Gastronomia
Dal nome gallese della città prende nome un formaggio prodotto localmente, l'Y Fenni.
Anche il formaggio Tintern è prodotto ad Abergavenny e dintorni.

## Amministrazione

### Gemellaggi
- Sarno, dal 1998